# Vononissus silvestris
Vononissus silvestris is een hooiwagen uit de familie Cosmetidae.